# Eminem Presents: The Re-Up
Eminem Presents: The Re-Up (englisch für: „Eminem präsentiert: Die Verlängerung“) ist ein Sampler von Eminems Label Shady Records und erschien zudem über Interscope. Er wurde am 1. Dezember 2006 veröffentlicht und enthält 22 Lieder, fast ausschließlich von Künstlern, die zu dieser Zeit bei Shady Records unter Vertrag waren.

## Hintergrund
Der Sampler sollte ursprünglich als inoffizielles Street-Mixtape veröffentlicht werden, doch die Ergebnisse überzeugten Eminem so, dass er sich entschied, weitere Songs hinzuzufügen, alles professionell aufzunehmen und eine offizielle Compilation seines Labels auf den Markt zu bringen.
Vor allem den damals unbekannten Künstlern Stat Quo, Cashis und Bobby Creekwater verhalf der Sampler zu erster Aufmerksamkeit.

## Inhalt
In dem Intro Shady Narcotics stellt Eminem alle Künstler, die damals bei Shady Records unter Vertrag standen, vor. Beim Remix von Pistol Pistol rappt Obie Trice über den Anschlag, den er wenige Wochen zuvor überlebte. Murder von Bizarre und Kuniva hingegen spricht die Kriminalität in Detroit an. In Everything Is Shady rappt Cashis über seinen Aufstieg zu einem bekannten Rapper. Im Titeltrack The Re-Up von Eminem und 50 Cent rappt der Labelchef über seine damalige Drogenabhängigkeit und die Vorstellung, mit Rap aufzuhören. Während You Don’t Know, Shake That und Get Low Party-Tracks sind, werden bei Jimmy Crack Corn andere Berühmtheiten verspottet. Trapped von Proof wurde posthum veröffentlicht und handelt davon, dass er nicht mit Rap aufhören kann. In Tryin’ Ta Win geht es um das Streben nach Berühmtheit. There He Is dient der Vorstellung von Bobby Creekwater und in We Ride for Shady sowie By My Side geht es ebenfalls um den Aufstieg zu einem etablierten Rapper. Public Enemy #1 handelt von der Angst für kritische Texte von der Regierung verfolgt zu werden. Ski Mask Way erzählt von der Kriminalität und dem schlechten Leben in den Ghettos. Das letzte Lied No Apologies ist eine Ansage von Eminem an alle Kritiker, dass er keinen seiner Songs bereut.

## Produktion und Samples
Der Sampler wurde größtenteils von Eminem, welcher als ausführender Produzent fungierte, selbst produziert. Er schuf die Beats zu den Songs Shady Narcotics (Intro), We’re Back, Pistol Pistol (Remix), Murder, The Re-Up, You Don’t Know, Jimmy Crack Corn, Trapped, Public Enemy #1, Shake That (Remix) und No Apologies. Den Bonus-Song Billion Bucks produzierte er ebenfalls. Für die weitere musikalische Untermalung zeigt sich vor allem The Alchemist verantwortlich, der die Beats zu We Ride for Shady, There He Is und Tryin’ ta Win produzierte. Aber auch unbekanntere Produzenten, wie Witt & Pep (Whatever You Want, Cry Now (Shady Remix)), Rikanatti (Everything Is Shady, Talkin’ All That), Focus (By My Side) und Disco D (Ski Mask Way (Eminem Remix)) steuerten einige Beats bei. Außerdem produzierten Dr. Dre (Get Low) und Akon (Smack That (Remix)) je einen Beat.
Fünf Stücke des Samplers enthalten Elemente von Songs anderer Künstler. So wird beim Titeltrack The Re-Up für einen kurzen Abschnitt das Lied In Da Club von 50 Cent gesampelt. We Ride for Shady sampelt North Face von Bobby Heath, Eric Peters und Robert Hunter. Der Titel There He Is enthält Elemente von Las Tentaciones De Georgia von Fred Bongusto und bei Cry Now (Shady Remix) wird das Stück Blind Man der Bobby Blue Band gesampelt. Der Track Pistol Pistol (Remix) sampelt die Melodie des Originals Pistol Pistol von D12.

## Covergestaltung
Das Cover wurde von Eminem selbst entworfen und gezeichnet. Es zeigt ein Gruppenporträt der zwölf Künstler, welche am Sampler mitwirkten. In der ersten Reihe sitzen Bizarre, Eminem und 50 Cent. Die restlichen neun stehen dahinter. Oben rechts befindet sich ein Schild mit dem Titel Eminem Presents The Re-Up. Farblich ist alles in verschiedenen Braun-Tönen gehalten.

## Gastbeiträge
Neben den Rappern von Shady Records sind auf drei Songs andere Künstler vertreten. Das G-Unit-Mitglied Lloyd Banks hat einen Part bei You Don’t Know, der Rapper Akon tritt bei dem Remix von Smack That in Erscheinung und Nate Dogg rappt den Refrain des Remixes von Shake That.

## Titelliste
| #  | Titel                       | Künstler                                                  | Produzent     | Länge |
| -- | --------------------------- | --------------------------------------------------------- | ------------- | ----- |
| 1  | Shady Narcotics (Intro)     | Eminem                                                    | Eminem        | 0:56  |
| 2  | We’re Back                  | Eminem, Obie Trice, Stat Quo, Bobby Creekwater und Cashis | Eminem        | 3:59  |
| 3  | Pistol Pistol (Remix)       | Obie Trice                                                | Eminem        | 2:25  |
| 4  | Murder                      | Bizarre und Kuniva                                        | Eminem        | 2:10  |
| 5  | Everything Is Shady         | Cashis                                                    | Rikanatti     | 4:29  |
| 6  | The Re-Up                   | Eminem und 50 Cent                                        | Eminem        | 2:57  |
| 7  | You Don’t Know              | 50 Cent, Eminem, Cashis und Lloyd Banks                   | Eminem        | 4:17  |
| 8  | Jimmy Crack Corn            | Eminem und 50 Cent                                        | Eminem        | 3:54  |
| 9  | Trapped                     | Proof                                                     | Eminem        | 0:58  |
| 10 | Whatever You Want           | Kon Artis und Swift                                       | Witt & Pep    | 2:48  |
| 11 | Talkin’ All That            | Cashis                                                    | Rikanatti     | 4:05  |
| 12 | By My Side                  | Stat Quo                                                  | Focus         | 4:06  |
| 13 | We Ride for Shady           | Obie Trice und Cashis                                     | The Alchemist | 3:08  |
| 14 | There He Is                 | Bobby Creekwater                                          | The Alchemist | 4:25  |
| 15 | Tryin’ ta Win               | Stat Quo                                                  | The Alchemist | 3:52  |
| 16 | Smack That (Remix)          | Akon, Stat Quo und Bobby Creekwater                       | Akon          | 5:11  |
| 17 | Public Enemy #1             | Eminem                                                    | Eminem        | 1:54  |
| 18 | Get Low                     | Stat Quo                                                  | Dr. Dre       | 3:19  |
| 19 | Ski Mask Way (Eminem Remix) | 50 Cent                                                   | Disco D       | 3:04  |
| 20 | Shake That (Remix)          | Nate Dogg, Eminem, Obie Trice und Bobby Creekwater        | Eminem        | 2:59  |
| 21 | Cry Now (Shady Remix)       | Obie Trice, Kuniva, Bobby Creekwater, Cashis und Stat Quo | Witt & Pep    | 5:09  |
| 22 | No Apologies                | Eminem                                                    | Eminem        | 4:18  |

Zusätzlicher Bonus-Song zum Download:
| # | Titel         | Künstler | Produzent | Länge |
| - | ------------- | -------- | --------- | ----- |
| 1 | Billion Bucks | Stat Quo | Eminem    | 3:41  |

## Kritiken
Die Kritiken zu The Re-Up fielen überwiegend durchschnittlich aus. Die Seite Metacritic errechnete aus 13 Kritiken englischsprachiger Medien einen Schnitt von 50 %.
- Bei laut.de erhielt das Album zwei von möglichen fünf Punkten. Besonders die schwachen Beat-Produktionen werden kritisiert:

„Im Ansatz verheißt alles viel Schönes: Flüssiges Piano in We’re Back, You Don’t Know wird mit Bläsereinsätzen gewürzt. Zuweilen hübsch finster – und leider fast immer langweilig, so der schale Nachgeschmack der Eminem’schen Produktionen. […] Der Gesamteindruck bleibt mau. Raptechnische Ausfälle fehlen, ebenso die Sternstunden. Stünde am Ende in Form von No Apologies nicht eine leibhaftige Gänsehautnummer, ich hätte mich weniger schwer mit der doch eher dürftigen Benotung getan. Zu melodischen, melancholischen Streichern kredenzt Eminem die wohl stärkste, weil persönlichste Nummer auf The Re-Up.“

- Die Internetseite Rap.de kritisiert ebenfalls die schwache Produktion und einige Rapper von Shady Records, vergibt aber dennoch vier von möglichen fünf Sternen:

„Alles in allem fügen [die Neuzugänge] sich in die CD ein, doch bei der Qualität dieser Scheibe ist das nicht nur positiv. Stat Quo bei seinen zwei Solo-Songs By my side und Get low, Bobby Creekwater bei seinem There he is und Cashis bei Everything is shady, sind routiniert, aber irgendwie wie das gesamte Mixtape: auf Dauer langweilig und was die Rap-Technik, den Flow und die Stimme angeht, nicht abwechslungsreich. […] Ja, ich habe Eminem vermisst, aber nicht den Produzenten, sondern den Rapper. Und die Produktion sowie die Qualität der CD sind nur Mittelmaß.“

## Kommerzieller Erfolg

### Chartplatzierungen und Singles

Cover der Single
Jimmy Crack Corn

In Deutschland stieg die Kompilation in der 51. Kalenderwoche des Jahres 2006 auf Platz 15 in die Charts ein und belegte in den folgenden Wochen die Positionen 32; 39 und 38. Insgesamt konnte sich Eminem Presents: The Re-Up zehn Wochen in den Top 100 halten. Während der Sampler in den USA auf Platz 2 landete und in Großbritannien Rang 3 der Compilationcharts erreichte, waren die Höchstplatzierungen in der Schweiz Position 9 und in Österreich Platz 12. Die Spitzenposition erreichte Eminem Presents: The Re-Up lediglich in Neuseeland. Am längsten hielt sich die Compilation mit 21 Wochen in den US-Charts, die allerdings 200 Plätze umfassen.
| ChartsChartplatzierungen       | Höchstplatzierung | Wochen |
| ------------------------------ | ----------------- | ------ |
| Deutschland (GfK)              | 15 (10 Wo.)       | 10     |
| Österreich (Ö3)                | 12 (10 Wo.)       | 10     |
| Schweiz (IFPI)                 | 9 (13 Wo.)        | 13     |
| Vereinigte Staaten (Billboard) | 2 (21 Wo.)        | 21     |
| Vereinigtes Königreich (OCC)   | 3¹ (25 Wo.)       | 25     |

| ChartsJahrescharts (2006)    | Platzierung |
| ---------------------------- | ----------- |
| Vereinigtes Königreich (OCC) | 14¹         |

| ChartsJahrescharts (2007)      | Platzierung |
| ------------------------------ | ----------- |
| Vereinigte Staaten (Billboard) | 44          |

¹ Platzierung in den britischen Compilationcharts
Als Singles des Albums wurden You Don’t Know, das sich lediglich in den US-amerikanischen, britischen, irischen und norwegischen Charts platzieren konnte sowie Jimmy Crack Corn, das keine Charts erreichte, veröffentlicht.

### Auszeichnungen für Musikverkäufe
Das Album verkaufte sich in der ersten Woche 309.000-mal in den USA. Eminem Presents: The Re-Up konnte sich weltweit mehr als zwei Millionen Mal verkaufen. Davon verkaufte es sich allein in den USA über eine Million Mal und erreichte somit dort Platin-Status. In der Schweiz und im Vereinigten Königreich erreichte der Sampler Gold-Status.
| Land/Region                  | Auszeichnungen für Musikverkäufe (Land/Region, Auszeichnung, Verkäufe) | Verkäufe  |
| ---------------------------- | ---------------------------------------------------------------------- | --------- |
| Australien (ARIA)            | Platin                                                                 | 70.000    |
| Irland (IRMA)                | Platin                                                                 | 15.000    |
| Neuseeland (RMNZ)            | 2× Platin                                                              | 30.000    |
| Russland (NFPF)              | Platin                                                                 | 20.000    |
| Schweiz (IFPI)               | Gold                                                                   | 15.000    |
| Vereinigte Staaten (RIAA)    | Platin                                                                 | 1.000.000 |
| Vereinigtes Königreich (BPI) | Gold                                                                   | 100.000   |
| Insgesamt                    | 2× Gold · 6× Platin ·                                                  | 1.250.000 |